# Pökkö
Pökkö är en udde i Finland.   Den ligger i landskapet Norra Österbotten, i den centrala delen av landet, 500 km norr om huvudstaden Helsingfors. Pökkö ligger på ön Hailuoto.
Terrängen inåt land är mycket platt. Havet är nära Pökkö åt nordost.  Närmaste större samhälle är Karlö, 9,6 km sydväst om Pökkö. 